# Ostromeczewo
Ostromeczewo (błr. Астрамечава; ros. Остромечево, hist. Ostromecz, Ostromeczew, Ostromieczewo) – agromiasteczko na Białorusi, w rejonie brzeskim obwodu brzeskiego, nad rzeką Lutą, około 20 km na północ od Brześcia, należące do sielsowietu Łyszczyce.
Siedziba parafii prawosławnej pw. św. Michała Archanioła.

## Historia
Ostromeczewo pojawiało się już w źródłach XV-wiecznych jako siedziba rodu Ostromieczewskich. Wspominane jest również w 1533 roku (jako własność J.I. Ilinicza) i w 1570 roku (jako własność Horytów). W 1738 roku dobra te należały do rodziny Suzinów herbu Roch III, były własnością tej rodziny przez kolejne 100 lat. Córka Juliana, Rozalia Suzin wyszła w 1840 roku za Józefa Ignacego Puzynę (1800–1874, zm. w Ostromeczewie). Ostromeczewo w spadku dostał ich syn Aleksander (1844–1914), młodszy brat Juliana Puzyny (1843–1918).
W XVI wieku Ostromeczewo leżało na terenie powiatu brzeskolitewskiego województwa trockiego, od 1566 roku w województwie brzeskolitewskim Rzeczypospolitej. Po III rozbiorze Polski znalazło się na terenie powiatu brzeskiego, należącego do guberni słonimskiej (1796), litewskiej (1797–1801), a później grodzieńskiej (1801–1915) Imperium Rosyjskiego. Po ustabilizowaniu się granicy polsko-radzieckiej w 1921 roku wieś wróciła do Polski, przyjęto jej nazwę jako Ostromeczew, znajdowała się w gminie Łyszczyce powiatu brzeskiego województwa poleskiego, a od 1928 roku – w gminie Motykały tegoż powiatu, od 1945 roku – w ZSRR, od 1991 roku – na terenie Republiki Białorusi.
W 1846 roku dotychczasową drewnianą cerkiew zastąpiono nową cerkwią murowaną. Budynek cerkwi prawosławnej pw. Michała Archanioła istnieje do dziś. Na budynku widoczne są herby Puzynów. W 1897 roku działał we wsi sklep spożywczy. W 1905 roku Aleksander Puzyna uruchomił we wsi jedną z pierwszych na Polesiu bibliotek publicznych. Biblioteka ta działa niemal bez przerwy do dziś. W 1905 roku liczba ludności wynosiła 894 osoby, a powierzchnia majątku Puzynów wynosiła 921 dziesięcin.
W 1949 roku powstał tu kołchoz. Obecnie we wsi m.in. działają: szkoła średnia, dom kultury i biblioteka, punkt felczersko-akuszerski.

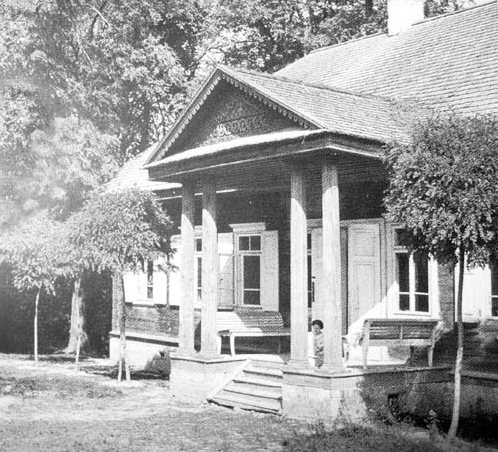
Dwór Suzinów przed I wojną światową

## Dwór Suzinów
Prawdopodobnie na początku XIX wieku Suzinowie wybudowali tu mały modrzewiowy dwór. Był to parterowy siedmioosiowy dom wzniesiony na planie prostokąta, na wysokiej podmurówce. Trójkątny przyczółek ganku był wsparty na dwóch parach kolumn. Dom był przykryty gładkim, czterospadowym dachem gontowym. Był otoczony starym ogrodem. Został zniszczony po rewolucji październikowej.
Majątek w Ostromeczewie jest opisany w 2. tomie Dziejów rezydencji na dawnych kresach Rzeczypospolitej Romana Aftanazego. 
Pod koniec XIX wieku w Ostromeczewie istniały 2 majątki, poza wyżej wymienionym dworem Puzynów istniał również folwark Osuchowskich.